# 王威琪
王威琪（1939年5月30日—2022年8月26日），男，汉族，祖籍江苏海门，生于上海，中国生物医学工程学家，中国工程院院士，复旦大学教授。

## 生平
1956年，王威琪考入复旦大学物理学系（五年制本科），并于1961年毕业取得学士学位，此后在复旦大学担任助教、讲师、副教授等职务。1999年，王威琪当选为中国工程院院士。
2022年8月26日，王威琪在上海市第一人民医院逝世，享年83岁。